# Olteni (gmina w okręgu Teleorman)
Olteni – gmina w Rumunii, w okręgu Teleorman. Obejmuje miejscowości Olteni i Perii Broșteni. W 2011 roku liczyła 3289 mieszkańców. 